# NGC 2874
NGC 2874 est une galaxie spirale barrée située dans la constellation du Lion. NGC 2874 a été découverte par l'astronome germano-britannique William Herschel en 1784.

## Caractéristiques
La classe de luminosité de NGC 2874 est II-III et elle présente une large raie HI. C'est aussi une galaxie LINER, c'est-à-dire une galaxie dont le noyau présente un spectre d'émission caractérisé par de larges raies d'atomes faiblement ionisés.

### Distance
Sa vitesse par rapport au fond diffus cosmologique est de4 097 ± 22 km/s, ce qui correspond à une distance de Hubble de 60,4 ± 4,2 Mpc (∼197 millions d'al).
À ce jour, cinq mesures non basées sur le décalage vers le rouge (redshift) donnent une distance de 36,883 ± 8,544 Mpc (∼120 millions d'al), ce qui est nettement à l'extérieur des valeurs de la distance de Hubble. Notons que c'est avec la valeur moyenne des mesures indépendantes, lorsqu'elles existent, que la base de données NASA/IPAC calcule le diamètre d'une galaxie et qu'en conséquence le diamètre de NGC 2874 pourrait être d'environ 39,1 kpc (∼128 000 al) si on utilisait la distance de Hubble pour le calculer.  

### Paire de galaxies?
Avec la galaxie spirale NGC 2872, la galaxie NGC 2874 est inscrite dans l'atlas de Halton Arp sous la cote Arp 307. La base de données NASA/IPAC mentionne que NGC 2874 fait partie d'une paire de galaxies, mais elle n'apparait pas dans la référence utilisée. Une erreur ? Si NGC 2784 fait partie d'une paire physique de galaxies, ce n'est sûrement pas avec NGC 2872, car une distance de plus de 70 millions d'années-lumière sépare ces deux galaxies.